# Tetralidia admirabilis
Tetralidia admirabilis är en insektsart som beskrevs av Marques-costa och Rodney Ramiro Cavichioli 2008. Tetralidia admirabilis ingår i släktet Tetralidia och familjen dvärgstritar. Inga underarter finns listade i Catalogue of Life.